# GPX
GPX (GPS Exchange Format) es un formato de datos XML ligero para el intercambio de datos GPS entre aplicaciones y servicios web en Internet. Se puede usar para describir puntos de paso (waypoints), rutas (routes) y recorridos (tracks).

## Estructura
```
<?xml version="1.0" encoding="UTF-8" standalone="no" ?>
<gpx ...>

Metadatos

 <metadata> ... </metadata>

Datos

Ejemplos: Track                               Waypoint

 <trk>                                   <wpt lat="#" lon="#">
  <trkseg>                                <ele>#</ele>
   <trkpt lat="#" lon="#">                <name>...</name>
    <ele>#</ele>                          ...
   </trkpt>                              </wpt>
   <trkpt ...>                           <wpt ...>
    ...                                   ...
   </trkpt>                              </wpt>
  </trkseg>
  <trkseg>
   <trkpt ...> 
    ...
   </trkpt>
  </trkseg>
  ...
 </trk>

Fin del fichero

</gpx>
```

### Ejemplo
```
<?xml version="1.0" encoding="UTF-8" standalone="no" ?>
 
<gpx xmlns="http://www.topografix.com/GPX/1/1" creator="byHand" version="1.1" 
    xmlns:xsi="http://www.w3.org/2001/XMLSchema-instance" 
    xsi:schemaLocation="http://www.topografix.com/GPX/1/1 http://www.topografix.com/GPX/1/1/gpx.xsd">
 
  <wpt lat="39.921055008" lon="3.054223107">
    <ele>12.863281</ele>
    <time>2005-05-16T11:49:06Z</time>
    <name>Cala Sant Vicenç - Mallorca</name>
    <sym>City</sym>
  </wpt>
</gpx>
```

### Otros formatos similares
- TCX
- FIT
- CRS
- TRK
- PLT
- KML
- KMZ

### En inglés
- Exchangeable image file format
- Geography Markup Language
- Keyhole Markup Language, el formato equivalente compatible con Google Earth.
- UTC

### En español
- wikiloc - Comunidad de usuarios que comparten rutas y puntos de interés GPS.
- misrutas.net - Buscador de tracks de mtb, ciclismo, senderismo, etc.

### En inglés
- Página oficial de GPX
- Crea en línea y gratis archivos GPX Archivado el 19 de febrero de 2007 en Wayback Machine.
- GPX POI - Base de datos de puntos de interés (POI) con archivos GPX gratuitos.